# Necio
«Necio» es una canción del rapero y cantante argentino Paulo Londra en colaboración con el rapero y cantante argentino Lit Killah. Fue lanzada el 23 de noviembre de 2022, a través de Warner Music Latina, como el décimo y último sencillo del segundo álbum de estudio de Londra: Back to the Game (2022).

## Antecedentes y lanzamiento
Londra y Lit Killah se conocieron durante sus participaciones en El Quinto Escalón y desde allí entablaron una amistad. El 14 de septiembre de 2019, Lit Killah fue telonero de Paulo en el Homerun Tour en su visita en la ciudad de Neuquén. Los primeros rumores de una posible colaboración entre Londra y Lit Killah surgieron, en diciembre del 2019, cuando ambos artistas realizaron una serie de publicaciones en las redes sociales que advertían un futuro trabajo musical de la mano del productor Big One. Poco después, Paulo publicó un video que mostraba un fragmento de la canción junto al hashtag «Nitidez», que indicaba el posible nombre del tema. Sin embargo, la producción final de la canción y su lanzamiento se vio frustrada por el conflicto legal que Londra tenía con Big Ligas, su antigua disquera que le impedía lanzar música.
En junio del 2021, Lit Killah volvió a referirse a la colaboración con Londra mediante Instagram asegurando que «cuando salga ese temita la vamos a romper con el Paulo» y agregó que «por más de que no haya sacado música, sigue siendo el número uno de Argentina». En agosto de ese año, Lit Killah reveló que durante el proceso de composición del sencillo escribieron una segunda canción que iba a formar parte de su disco debut MAWZ (2021), pero no pudo ser incluida a causa del juicio que Londra tenía con Big Ligas. En noviembre, Lit Killah le dedicó su primer concierto en el Gran Rex a Paulo, donde reveló que el rapero todavía seguía con el juicio y pidió a sus fanáticos que le brinden todo su apoyo.
En febrero del 2022, tras ganar la batalla legal contra su antigua disquera, Londra publicó una historia de Instagram, donde se mostraba trabajando en un estudio de grabación con Lit Killah y Big One, reactivando nuevamente los rumores de una colaboración y que posiblemente se trataba de la canción que habían compuesto en 2019. En junio de ese año, Lit Killah confirmó que la colaboración ya estaba lista para ser publicada y que se trataba de la que canción que habían escrito hace tres años. Finalmente, el 17 de noviembre de 2022, Paulo anunció oficialmente en su cuenta de Instagram la colaboración con Lit Killah, develando que el título de la canción era «Necio» y que su estreno sería el 23 de noviembre, en simultáneo con el lanzamiento de su segundo álbum Back to the Game.

## Composición y letra
La canción fue escrita por Londra y Lit Killah, mientras que su producción estuvo a cargo de Big One. La primera versión de la canción fue compuesta y grabada, en diciembre de 2019, en un estudio armado en una propiedad ubicada en San Rafael en la provincia de Mendoza. Tras la publicación del sencillo, Lit Killah reveló que le realizaron varios cambios a la versión original para adaptarla a los sonidos musicales más nuevos. La lírica habla sobre la inestabilidad en las relaciones románticas.

## Desempeño comercial
El sencillo, en la primera semana de diciembre, debutó en la posición número 59 del listado Argentina Hot 100 publicado por la revista Billboard. En su primeras 24 horas, «Necio» logró conseguir más de dos millones de reproducciones en YouTube, lo que llevó a ubicarse en el puesto 12 de las tendencias musicales de la plataforma en Uruguay y después de una semana de su estreno acumuló más de ocho millones de visualizaciones, posicionándose en los primeros lugares en Argentina.

## Video musical
El videoclip fue dirigido por Agustín Portela y rodado en Buenos Aires. La temática del video muestra a Londra y a Lit Killah como dos reclutadores que llevan a un tímido joven a una institución llamada Nueva Escuela de Capacitación Integral de Optimistas (N.E.C.I.O.), donde es asistido por un grupo de profesionales que lo prepararan para adquirir nuevas formas de comunicación con la finalidad de que conquiste a la chica por la que se siente atraído, siguiendo instrucciones como «no llamar», «no stalkear» y «no desbloquear» que se encuentran escritas en una pizarra y todo es realizado bajo la supervisión de los dos artistas.

## Presentaciones en vivo
El 23 de noviembre de 2022, el sencillo fue interpretado por primera vez en vivo por ambos artistas frente a cincuenta mil personas en el Parque Las Tejas ubicado en la ciudad de Córdoba en el marco del lanzamiento del disco Back to the Game. Poco después, en diciembre, «Necio» fue presentada en el Movistar Arena durante la gira SnipeZ Tour de Lit Killah, donde Londra apareció como artista invitado.

## Posicionamiento en las listas
| Listas (2022-2023)                  | Mejor posición |
| ----------------------------------- | -------------- |
| Argentina Hot 100 (Billboard)       | 59             |
| Argentina Nacional (Monitor Latino) | 17             |
| Paraguay Streaming (SGP)            | 163            |

## Créditos y personal
Adaptados desde Genius.

### Producción
- Paulo Londra: voz y composición.
- Lit Killah: voz y composición.
- Big One: composición, producción y sintetizador.

### Técnico
- Big One: ingeniería de grabación y programación.
- Patrizio «Teezio» Pigliapoco: ingeniería de mezcla.
- Dale Becker: ingeniería de masterización.
- Ignacio Portales: asistente de ingeniería de mezcla.

## Historial de lanzamientos
| Región | Fecha                   | Formato(s)                 | Sello(s) discográfico(s) | Ref.   |
| ------ | ----------------------- | -------------------------- | ------------------------ | ------ |
| Varios | 23 de noviembre de 2022 | Descarga digital streaming | Warner Music Latina      | [ 28 ] |